# Miret
|  | Per a altres significats, vegeu «Martí Miret i Queraltó». |

Miret és un paratge al terme municipal de Conca de Dalt, al Pallars Jussà, a l'antic terme de Claverol, en terres de Sant Martí de Canals, però al límit amb l'antic terme d'Aramunt. És a la riba esquerra de la Noguera Pallaresa, a l'extrem sud-oest de l'antic terme de Claverol. L'emmarquen les masies de Casa de la Manduca (nord), Casa Oliva (est) i Cal Caputxí (sud). Travessa el lloc la carretera local del Pont de Claverol a Aramunt, que rep el nom de Carretera d'Aramunt. Està situat a la partida de la Serra.